# Sepp van den Berg
Sepp van den Berg, né le 20 décembre 2001 à Zwolle aux Pays-Bas, est un footballeur néerlandais, qui joue au poste de défenseur central au Brentford FC.

## Biographie

### PEC Zwolle
Né à Zwolle aux Pays-Bas, Sepp van den Berg est formé par le club de sa ville natale, le PEC Zwolle. Il y signe son premier contrat professionnel le 22 février 2018, à seulement 16 ans. Il joue son premier match en professionnel lors d'une rencontre de championnat face au FC Groningue, le 11 mars 2018. Il entre en jeu à la place de Erik Bakker et son équipe s'incline (2-0).

### Liverpool FC
Alors qu'il est courtisé par de nombreux clubs européens comme le FC Barcelone, le Bayern Munich ou encore l'Ajax Amsterdam, Van den Berg s'engage le 27 juin 2019 avec le Liverpool FC,. Dans un premier temps intégré à l'équipe réserve, il fait sa première apparition en équipe première le 25 septembre 2019, lors d'une rencontre de Coupe de la Ligue anglaise face au MK Dons. Il entre en jeu à la place de Ki-Jana Hoever lors de cette rencontre remportée par son équipe (0-2). C'est dans cette même compétition qu'il connait sa première titularisation, le 30 octobre 2019 contre l'Arsenal FC. Liverpool s'impose ce jour-là aux tirs au but.

### Preston North End
Le 1er février 2021, Van den Berg est prêté par Liverpool à Preston North End. Il joue son premier match pour Preston le 6 février suivant face à Rotherham United. Il entre en jeu à la place de Paul Huntington et son équipe perd la rencontre (1-2). Il est ensuite installé par son entraîneur Alex Neil au poste d'arrière droit, un rôle qui convient également à Van den Berg et qui lui permet de gagner en temps de jeu.
Le 21 juin 2021, Van den Berg est prêté de nouveau à Preston North End.

### Schalke 04 et FSV Mayence
Le 30 août 2022, Sepp van den Berg est de nouveau prêté pour une saison, cette fois-ci en Allemagne, au FC Schalke 04, tout juste promu en première division.
Le 13 juillet 2023, Sepp van den Berg est prêté dans un autre club allemand, le FSV Mayence, pour une saison.

### En équipe nationale
Sélectionné avec l'équipe des Pays-Bas des moins de 19 ans pour la première fois le 8 septembre 2018 et un match face à la Tchéquie (victoire 5-1 des Néerlandais), Van den Berg inscrit notamment trois buts : contre l'Arménie le 14 novembre (0-4 pour les Pays-Bas), face au Pays de Galles le 20 mars 2019 (1-2 pour les Pays-Bas) et contre la Moldavie le 8 octobre de la même année (5-0 pour les Pays-Bas).

## Vie privée
Sepp van den Berg est le frère ainé de Rav van den Berg, lui aussi footballeur professionnel.

## Palmarès
Liverpool : 
- Coupe du monde des clubs (1) :
  - Vainqueur : 2019.

## Statistiques détaillées
| Saison                | Club                     | Championnat           | Championnat | Championnat | Coupe nationale | Coupe nationale | Coupe de la Ligue | Coupe de la Ligue | Compétition(s) continentale(s) | Compétition(s) continentale(s) | Compétition(s) continentale(s) | Total | Total |
| Saison                | Club                     | Division              | M.          | B.          | M.              | B.              | M.                | B.                | Comp.                          | M.                             | B.                             | M.    | B.    |
| 2017-2018             | PEC Zwolle               | Eredivisie            | 7           | 0           | -               | -               | -                 | -                 | -                              | -                              | -                              | 7     | 0     |
| 2018-2019             | PEC Zwolle               | Eredivisie            | 15          | 0           | 1               | 0               | -                 | -                 | -                              | -                              | -                              | 16    | 0     |
| Sous-total            | Sous-total               | Sous-total            | 22          | 0           | 1               | 0               | -                 | -                 | -                              | -                              | -                              | 23    | 0     |
| 2019-2020             | Liverpool FC             | Premier League        | -           | -           | 1               | 0               | 3                 | 0                 | C1                             | -                              | -                              | 4     | 0     |
| Sous-total            | Sous-total               | Sous-total            | -           | -           | 1               | 0               | 3                 | 0                 | -                              | -                              | -                              | 4     | 0     |
| 2020-2021             | Preston North End (prêt) | Championship          | 16          | 0           | -               | -               | -                 | -                 | -                              | -                              | -                              | 16    | 0     |
| 2021-2022             | Preston North End (prêt) | Championship          | 45          | 1           | 4               | 1               | 1                 | 0                 | -                              | -                              | -                              | 50    | 2     |
| Sous-total            | Sous-total               | Sous-total            | 61          | 1           | -               | -               | -                 | -                 | -                              | -                              | -                              | 61    | 1     |
| 2022-2023             | Schalke 04 (prêt)        | Bundesliga            | 8           | 1           | -               | -               | -                 | -                 | -                              | -                              | -                              | 8     | 1     |
| Sous-total            | Sous-total               | Sous-total            | 8           | 1           | 0               | 0               | 0                 | 0                 | -                              | 0                              | 0                              | 8     | 1     |
| 2023-2024             | FSV Mayence (prêt)       | Bundesliga            | 26          | 1           | 2               | 0               | -                 | -                 | -                              | -                              | -                              | 28    | 1     |
| Sous-total            | Sous-total               | Sous-total            | 26          | 1           | 2               | 0               | 0                 | 0                 | -                              | 0                              | 0                              | 28    | 1     |
| Total sur la carrière | Total sur la carrière    | Total sur la carrière | 117         | 3           | 8               | 1               | 4                 | 0                 | -                              | 0                              | 0                              | 129   | 4     |